# Kamux
Kamux Oyj ist ein finnisches Unternehmen, das sich auf den Einzelhandel mit Gebrauchtwagen spezialisiert hat und nicht nur in Finnland, sondern auch in Schweden und Deutschland tätig ist.
Bis zum Herbst 2023 hat die Kamux Gruppe mehr als 500.000 Autos verkauft.
Im Jahr 2022 betrug der Umsatz des Konzerns rund 969 Millionen Euro. Das Unternehmen beschäftigte durchschnittlich 883 Mitarbeiter.
Im Dezember 2023 gab es neben den Online-Shops insgesamt 78 Standorte.

## Geschichte

### 2003–2009
Kamux, gegründet von Juha Kalliokoski, einem Handelstechniker, der zuvor als Polizeibeamter und Autohändler tätig war, nahm 2003 in Hämeenlinna seinen Betrieb auf.
Seit 2005 liefert Kamux Autos auch zu den Kunden nach Hause.
Im Jahr 2006 hatte das Unternehmen nur ein Büro. Neben dem Eigentümer arbeitete zusätzlich ein Verkäufer in der Filiale Hämeenlinna. Kalliokoski beschloss, sich auf mittelpreisige Autos zu konzentrieren, da die Rendite für teurere Autos vergleichsweise niedrig blieb.

### 2010–2019
2010 lag der Umsatz bei über 50 Millionen Euro.
Im folgenden Jahr wurde Intera Partners ein Partner bei Kamux.
Das erste Geschäft in Schweden wurde im Dezember 2012 eröffnet. Der Umsatz des Unternehmens lag zu diesem Zeitpunkt bei über 100 Millionen Euro.
2014 lag der Umsatz bei über 200 Millionen Euro.
Im Dezember 2015 eröffnete Kamux seine erste deutsche Filiale in Elmshorn. Der Jahresumsatz belief sich 2015 auf 310 Millionen Euro, welcher zwischen 2005 und 2015 jedes Jahr um durchschnittlich 40 Prozent gestiegen ist.
Im Frühjahr 2016 bestand die Kette aus 33 Filialen in Finnland, 9 in Schweden und einer in Deutschland. Im Mai wurde im Zusammenhang mit dem Börsengang deutlich, dass das Unternehmen an einigen Standorten Entschädigungen in Form von Benzin an einige Autokuriere gezahlt hatte. Für „Gaslöhne“ wurden keine Steuern oder Arbeitgebergebühren gezahlt. Nachdem der Verwaltungsrat des Unternehmens von einem ehemaligen Kamux-Mitarbeiter davon erfahren hatte, beschloss er, die Notierung auszusetzen. Kamux wandte sich selbst an die Finanzverwaltung. Im Dezember eröffnete die Kette in Nedderfeld ihre zweite deutsche Filiale. Der Konzern setzte 405 Millionen Euro um und beschäftigte 343 Mitarbeiter. Größte Anteilseigner waren die Beteiligungsgesellschaft Intera Partners mit 57 Prozent und Juha Kalliokoski mit 18 Prozent.
Kamux wurde im Mai 2017 auf der Hauptliste der Börse Helsinki gelistet. Es war das erste im Automobilsektor notierte Unternehmen in Finnland. Im November kündigte Kamux an, im Konala Store in Helsinki eine eigene Abteilung für emissionsarme Autos einzurichten.
Im Dezember 2019 erwarb Kamux das Geschäft von Autosilta in Espoo.

### 2020–
Das Ergebnis von Kamux zwischen April und Juni 2020 war das bisher beste in seiner Geschichte. Im September verkaufte Intera Partners die restlichen Anteile an Kamux. Die Kette eröffnete sieben neue Geschäfte.
Im Mai 2021 eröffnete Kamux seinen bisher größten Store in Göteborg. Das Unternehmen kündigte auch eine Investition in Höhe von 5 Millionen Euro in Oulu an, wo ein Verarbeitungszentrum und ein Geschäft errichtet werden sollten.
Tapio Pajuharju begann im Juni 2023 als CEO von Kamux, als sein Vorgänger Juha Kalliokoski in den Vorstand eintrat. Die Änderung war bereits im November 2022 angekündigt worden. Juli und August 2023 waren die besten Verkaufsmonate von Kamux in Bezug auf die Anzahl der Autos. Das Unternehmen hatte 46 Filialen in Finnland und kündigte an, 2024 einen neuen Flagship-Store in Tampere, Lakalaiva, zu eröffnen.

## Organisation

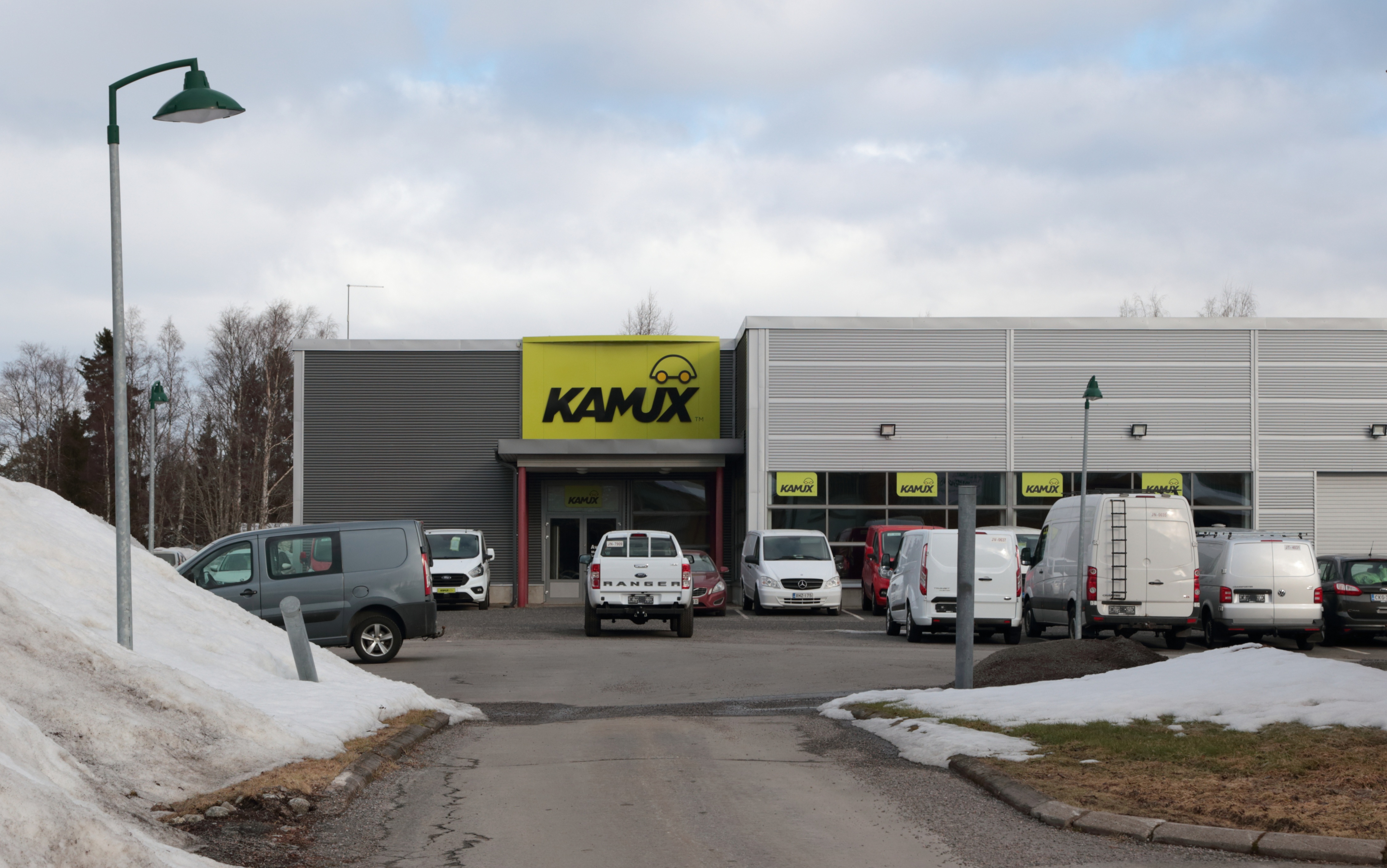
Kamux-Filiale in Oulu

Im Dezember 2020 verfügte das Unternehmen neben dem Online-Shop über insgesamt 78 Filialen, davon 50 in Finnland, 20 in Schweden und 8 in Deutschland.

## Business
Neben stationären Geschäften nutzt das Unternehmen Websites in finnischer, schwedischer und deutscher Sprache. Kunden können mit einem zweiwöchigen Rückgaberecht online ein Auto bestellen, das zu ihnen nach Hause oder an ihren Arbeitsplatz geliefert wird. Die Geschäftsidee des Unternehmens basiert auf einer schnellen Bestandsrotation. Im Jahr 2016 betrug der Lagerumschlag etwas mehr als einen Monat, was doppelt so schnell ist wie in der finnischen Branche im Allgemeinen.
Im Jahr 2020 werden etwa ein Viertel der von Kamux importierten Autos Hybride, Gas- und Elektroautos anstelle von herkömmlichen Verbrennungsmotoren sein.

## Unternehmenskultur
Im Jahr 2021 kündigte Kamux an, dass es bis zu 80 Prozent seiner Vertriebsmitarbeiter von außerhalb der Branche einstellen würde, weshalb das Unternehmen in Schulungen und Onboarding investiert. Mitarbeiter konnten in der Vergangenheit zum Beispiel im Gesundheitswesen, im gewerblichen Bereich, als Köche oder als Lehrer arbeiten.